# Kilstett
Kilstett (deutsch Kilstedt) ist eine französische Gemeinde mit 2491 Einwohnern (Stand 1. Januar 2021) in der Rheinebene im Département Bas-Rhin in der Region Grand Est (bis 2015 Elsass). Am 1. Januar 2015 wechselte Kilstett vom Arrondissement Strasbourg-Campagne zum Arrondissement Haguenau-Wissembourg.

## Infrastruktur
Kilstett hat Straßenverbindungen nach Gambsheim und La Wantzenau. Die Gemeinde wird von der Eisenbahnlinie Strasbourg–Lauterbourg durchquert. Sie verfügt über einen Bahnhof.

## Bevölkerungsentwicklung

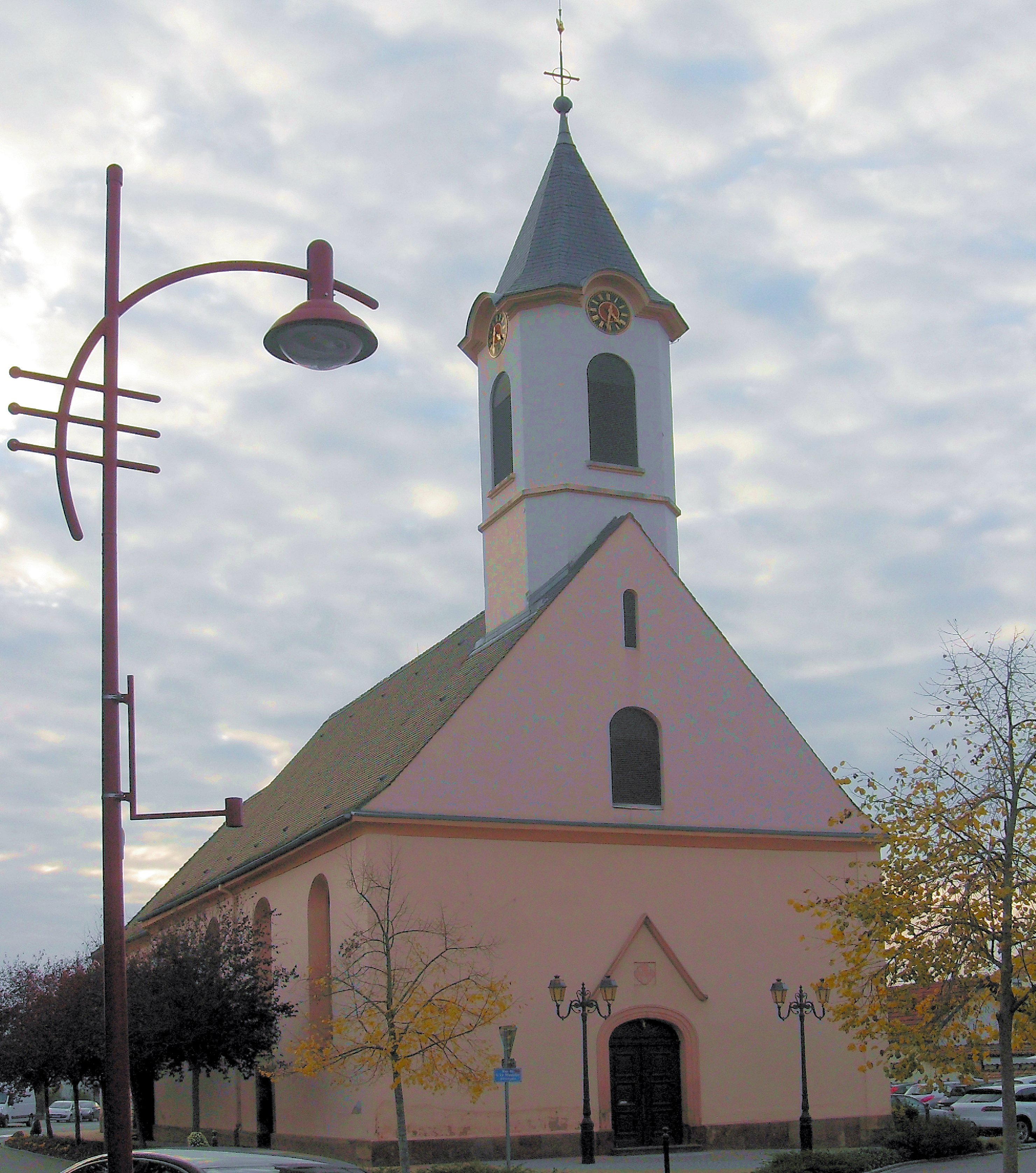
Kirche St. Johannes

| Jahr      | 1962 | 1968 | 1975 | 1982 | 1990 | 1999 | 2009 | 2017 |
| Einwohner | 1161 | 1257 | 1548 | 1510 | 1406 | 1933 | 2363 | 2510 |

## Gemeindepartnerschaften
Seit 2010 verbindet Kilstett eine Gemeindepartnerschaft mit Zapfendorf (Deutschland, Oberfranken), das in den letzten Kriegstagen ähnlich stark zerstört wurde wie Kilstett. Ferner ist die Gemeinde mit den drei Gemeinden Janailhac, La Roche-l’Abeille und Saint-Priest-Ligoure im Département Haute-Vienne partnerschaftlich verbunden.

## Persönlichkeiten
- Alphons Schott (1857 bis nach 1918), Arzt, Sanitätsrat und Landtagsabgeordneter